# Winnertzia nigripennis
Winnertzia nigripennis är en tvåvingeart som beskrevs av Jean-Jacques Kieffer 1896. Winnertzia nigripennis ingår i släktet Winnertzia och familjen gallmyggor.
Artens utbredningsområde är Frankrike. Inga underarter finns listade i Catalogue of Life.